# Gothadi
Gothadi (nepalski: गोठादी) – gaun wikas samiti w zachodniej części Nepalu w strefie Lumbini w dystrykcie Palpa. Według nepalskiego spisu powszechnego z 2001 roku liczył on 667 gospodarstw domowych i 4550 mieszkańców (2334 kobiet i 2216 mężczyzn).